# Tracta
Tracta (Тракта) — з 1926 року французький виробник автомобілів. Штаб-квартира розташована у Версалі. У 1934 році компанія припинила виробництво автомобілів.

## Жан-Альбер Грегуар. Заснування компанії
Жан-Альбер Грегуар народився в 1899 році, у віці 7 років він стає сиротою і за його виховання береться рідний дядько. У 18 років він вступає в політехнічний інститут École Polytechnique вчитися на інженера. В інституті він довчився до докторського ступеня. Після війни він їде на георозвідку нафти на острів Мадагаскар. У 1925 році він повертається до Франції, засновує фірму «Société des garages des chantiers» і починає продавати автомобілі марок Delage і Mathis. Також починає брати участь в гонках на автомобілях марки «Матіс» і «Бугатті». У 1925 році він знайомиться з чоловіком на ім'я П'єр Фенай.
П'єр Фенай походив з дуже багатої родини, його дід був нафтовидобувником і володів фірмою Saxoleine, яка продавала гас для освітлення, потім його батько стане власником фірми, що почне займатися нафтопродуктами, сьогодні ця фірма відома як Esso Standart. Гроші дозволяли П'єру витрачати їх на спортивні автомобілі і гонки. Гонками П'єр захопився після служби в авіації під час Першої світової, в якій він мало не загинув в 1916 році. У 1925 році Фенай під час гри в теніс знайомиться з Жаном-Полем Грегуаром, під час спілкування з'ясовується, що обидва хворіють гонками, Фенай пропонує Жану-Полю налаштувати свій «Амількар» для гонок в Монте-Карло. Після гонок Фенай пропонує Грегуару побудувати свій власний автомобіль, Грегуар багатий своїми пізнаннями в інженерній галузі, ну а Фенай — грошима.

## Початок виробництва автомобілів

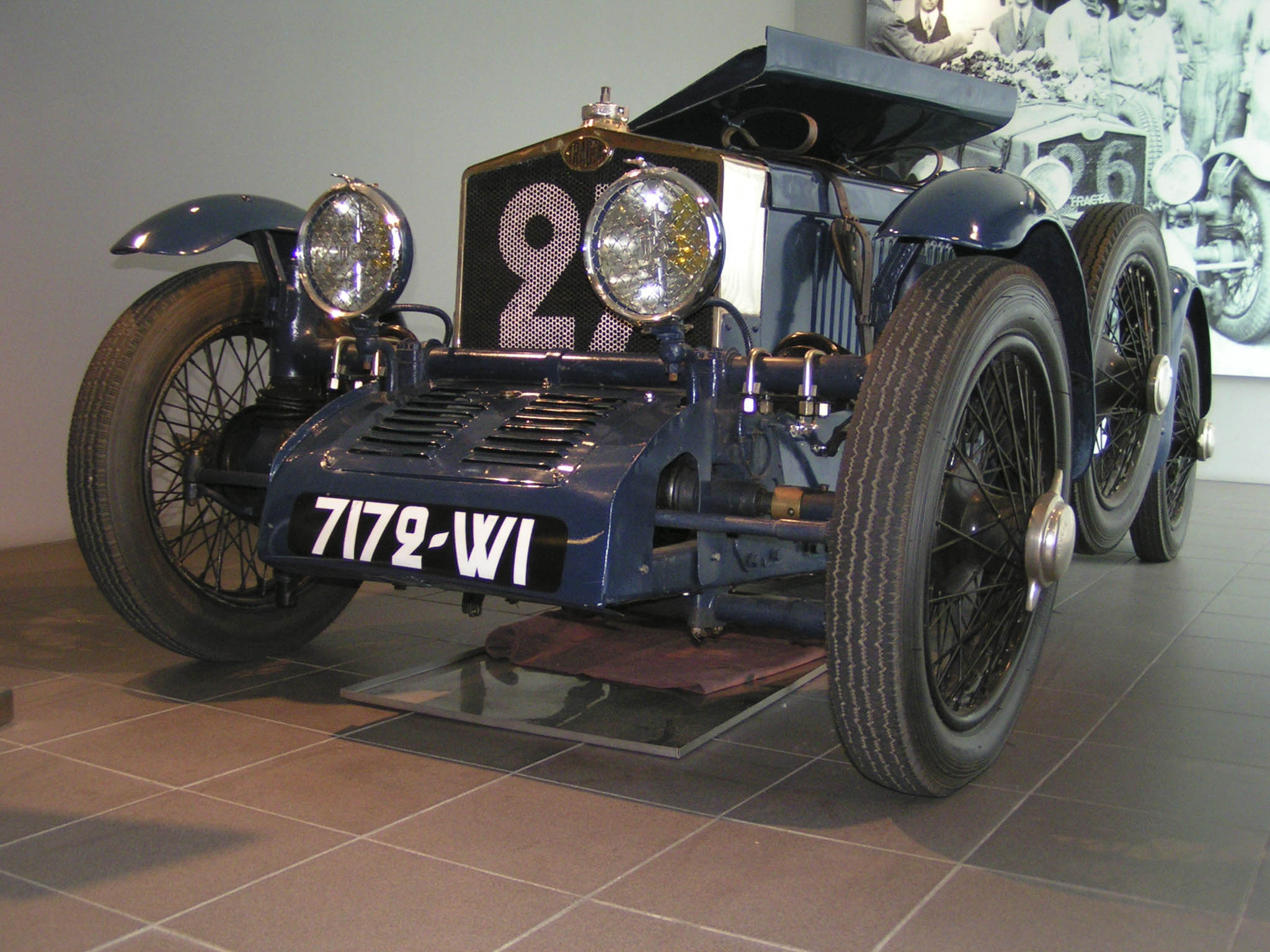
Tracta А

Фенай дає настанову — треба побудувати передньопривідний спортивний автомобіль, в листопаді 1925 року вони беруться за роботу. Уже в липні 1926 року був готовий ходовий зразок. Звичайно, вони були не першими, хто побудував передньопривідний автомобіль, але вони були першими, хто вирішив проблему, пов'язану з переднім приводом. Річ у тому, що до цього конструктори ставили кардани від коробки до провідних коліс однакової довжини, в поворотах рух супроводжувався поштовхами та униканням передбачуваної траєкторії руху. Але Фенаю і Грегуару вдалося вирішити цю проблему. Грегуар розробив шарніри рівних кутових швидкостей. Це були так звані «сухарикові шарніри», в яких крутний момент передавався через плоскі поверхні, що контактували одні з одними. Автомобіль отримав назву Tracta Gephi, перше слово було побудовано зі слів «Траксьйон Аван» (тобто передній привід), а друге — співзвучне скорочення з прізвищ творців.
Крім переднього приводу особливістю машини стали незалежна «свічкова» підвіска передніх коліс, 1.1 л мотор фірми SCAP з компресором Cozette, що дозволяло розвивати 40 сил, двигун розташовувався маховиком вперед, перед ним розташовувалася чотириступінчаста механічна коробка передач, а попереду кріпився редуктор переднього моста. Це був дуже низький і легкий автомобіль з низьким центром ваги, подібних автомобілів у конкурентів не було.
Гальма були встановлені на всі колеса. Машина могла розганятися до 140 км/год.
11 листопада 1926 року машина виставляється на гонки Coupe de l'Armistice, де машина завойовує перше місце, і це незважаючи на те, що вона загорілася через коротке замикання, пожежу вдалося ліквідувати і машина продовжила гонки.
У січні 1927 року друзі засновують фірму Société des Automobiles Tracta. Вони починають будувати автомобілі для гонок Ле Мана. За день до гонок команда потрапляє в аварію на автомобілі марки «Панар», Фенай впадає в кому, сам Грегуар втікає з лікарні, незважаючи на те, що сам весь забинтований, розбиту і забинтовану голову йому вдається сховати під шоломом, в результаті Грегуар і його напарник Буссо Фенай (брат Феная) приходять сьомими (причому, Буссо вперше сидів за кермом цієї машини, змінивши Грегуара після того, як той вів машину вже 20 годин), але вигравши в своєму класі, машина показала себе з найкращого боку, також підтвердили свою надійність і шруси «Тракта», які були запатентовані в грудні 1926 року.

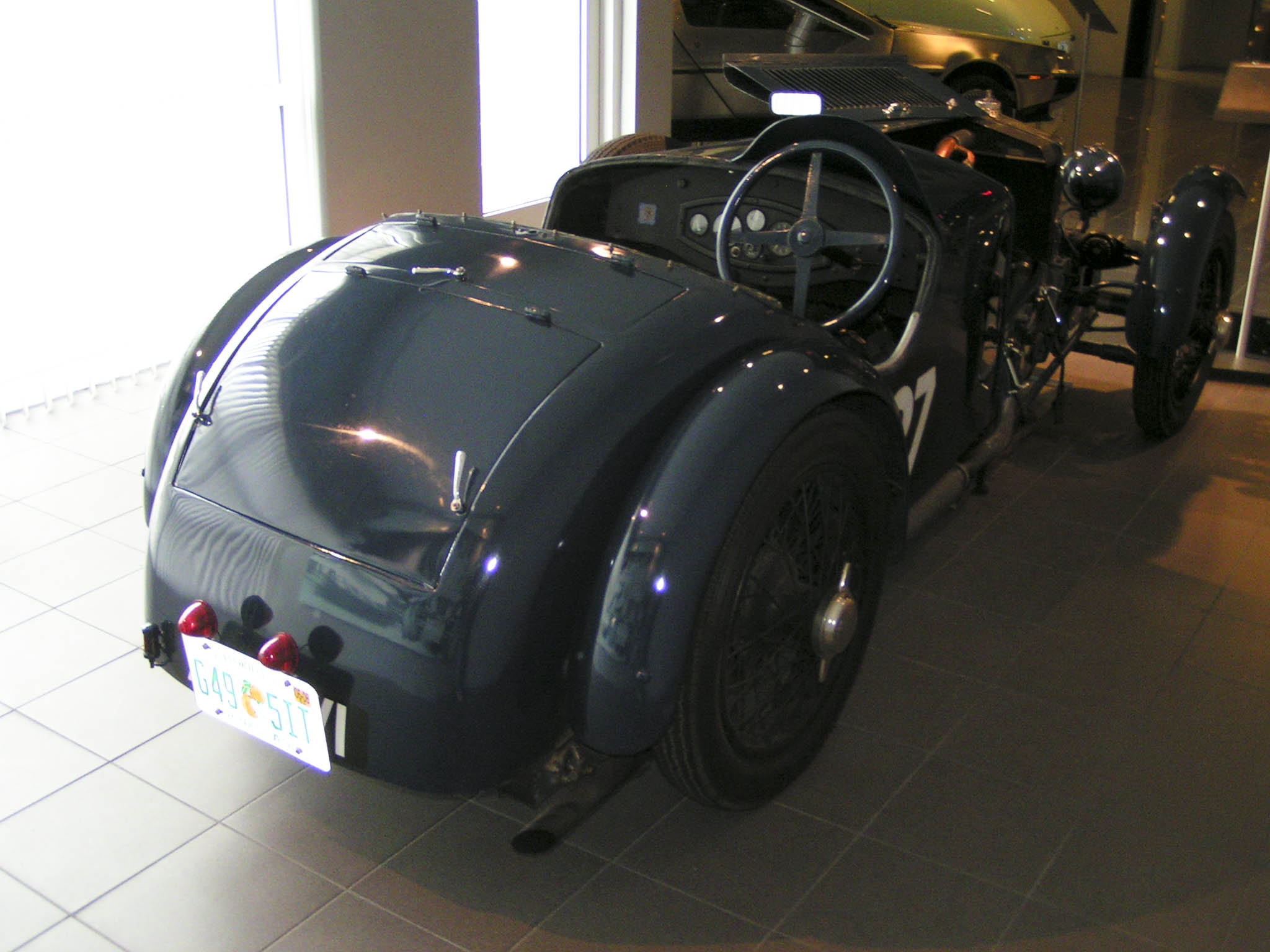
Tracta А

У 1928 році почався серійний випуск автомобілів, першою стала модель А.
Це був 1 л автомобіль, мотор фірми «СКАП», який був оснащений компресором і розвивав 45 сил і швидкість до 145 км/год. На жаль, П'єр так і не вийшов з коми, і проект фінансував його батько, оскільки за яку б ціну машину не продавали, вони не окупали собівартість виробництва. Щоб не закрити підприємство, Греруар продає патенти на свої винаходи, так іменем скористаються фірми «ДКВ», «Ауді», «Адлер» та інші, проте, як не дивно, німці не поспішали з виплатою грошей, і їх доводилося вибивати через суд. 18 лютого 1929 року у фірму вливає гроші Чарльз Вайманн, компанія переїжджає в нові приміщення.
У цей час виходять автомобілі серії А, В і D, вони оснащені 4-циліндровими моторами фірми SCAP, об'ємом від 1 до 1,6 л. У Ле Мані 1928 року машина приходить 2-ю у своєму класі, а в 1929 році — знову першою.

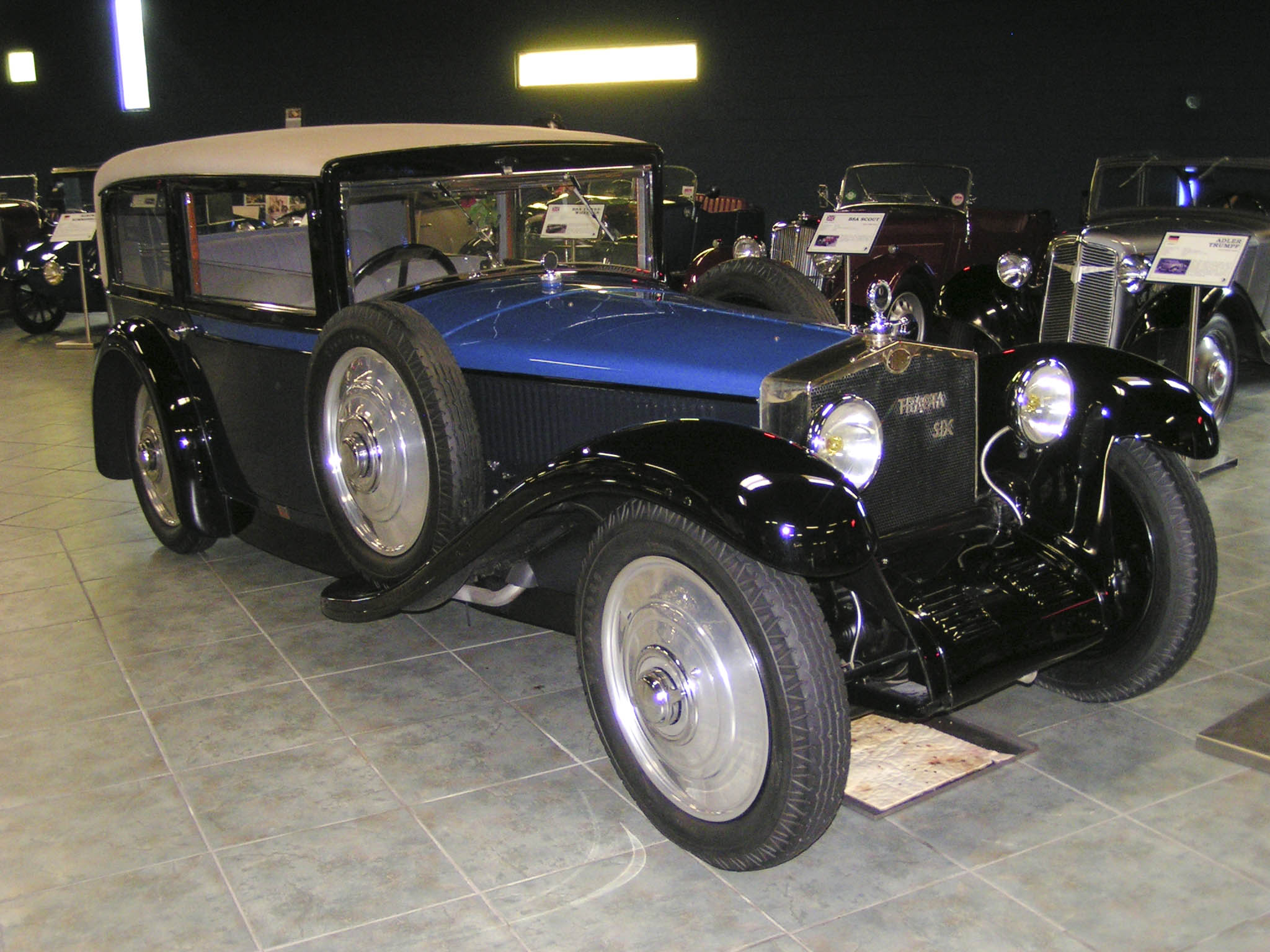
Tracta Е Henri Le Moine Coupe

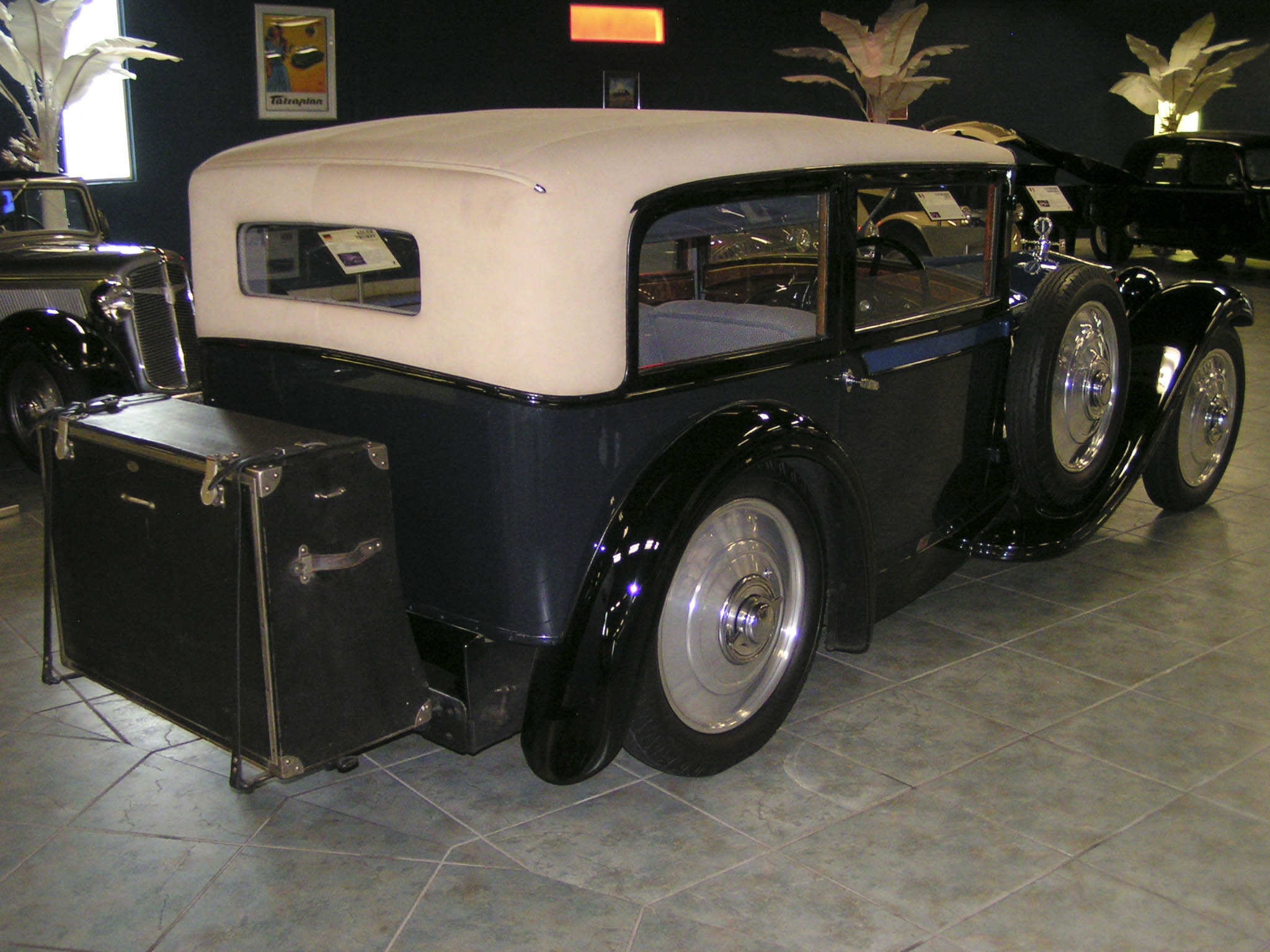
Tracta Е Henri Le Moine Coupe

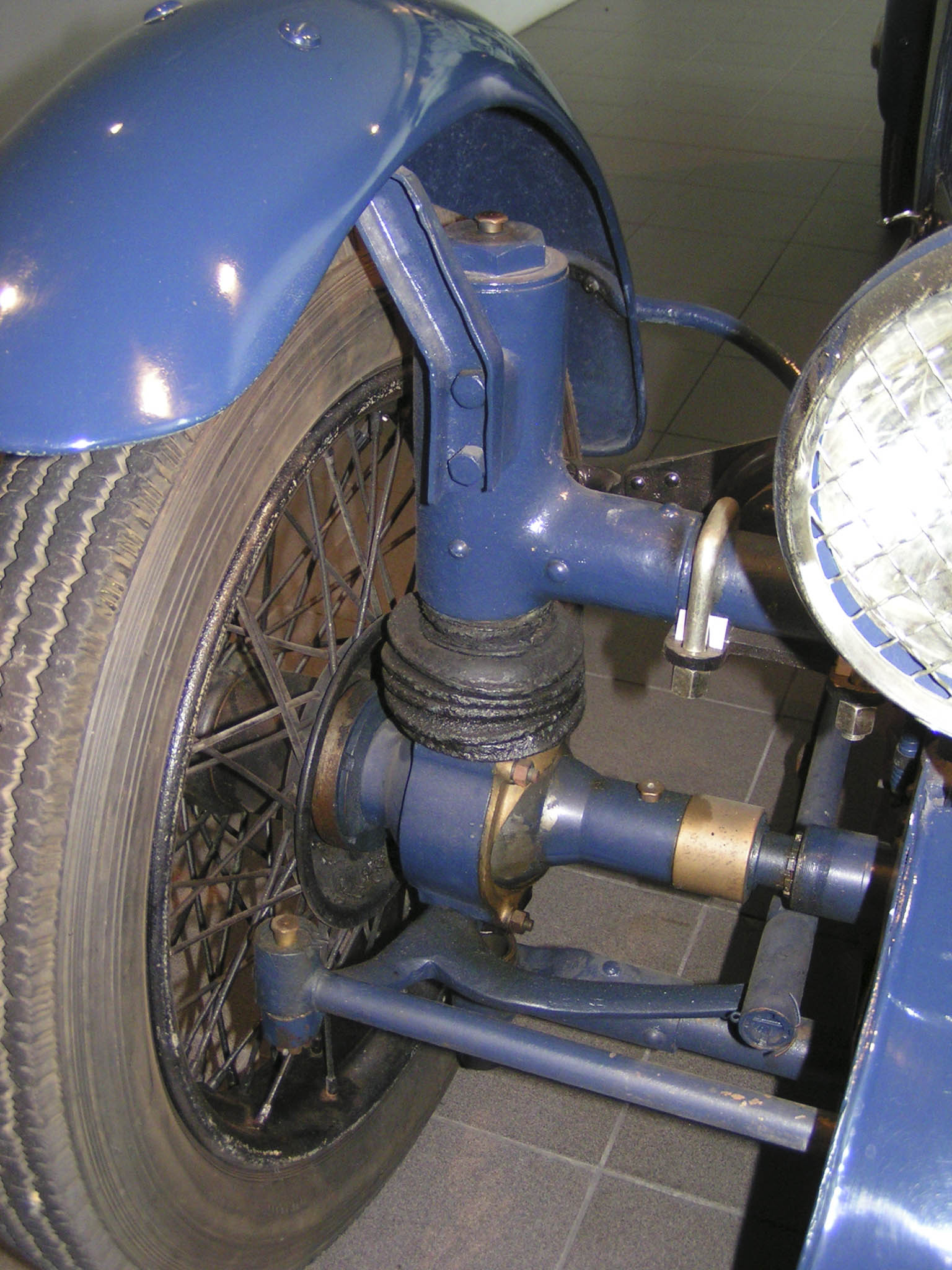
Шрус Tracta A

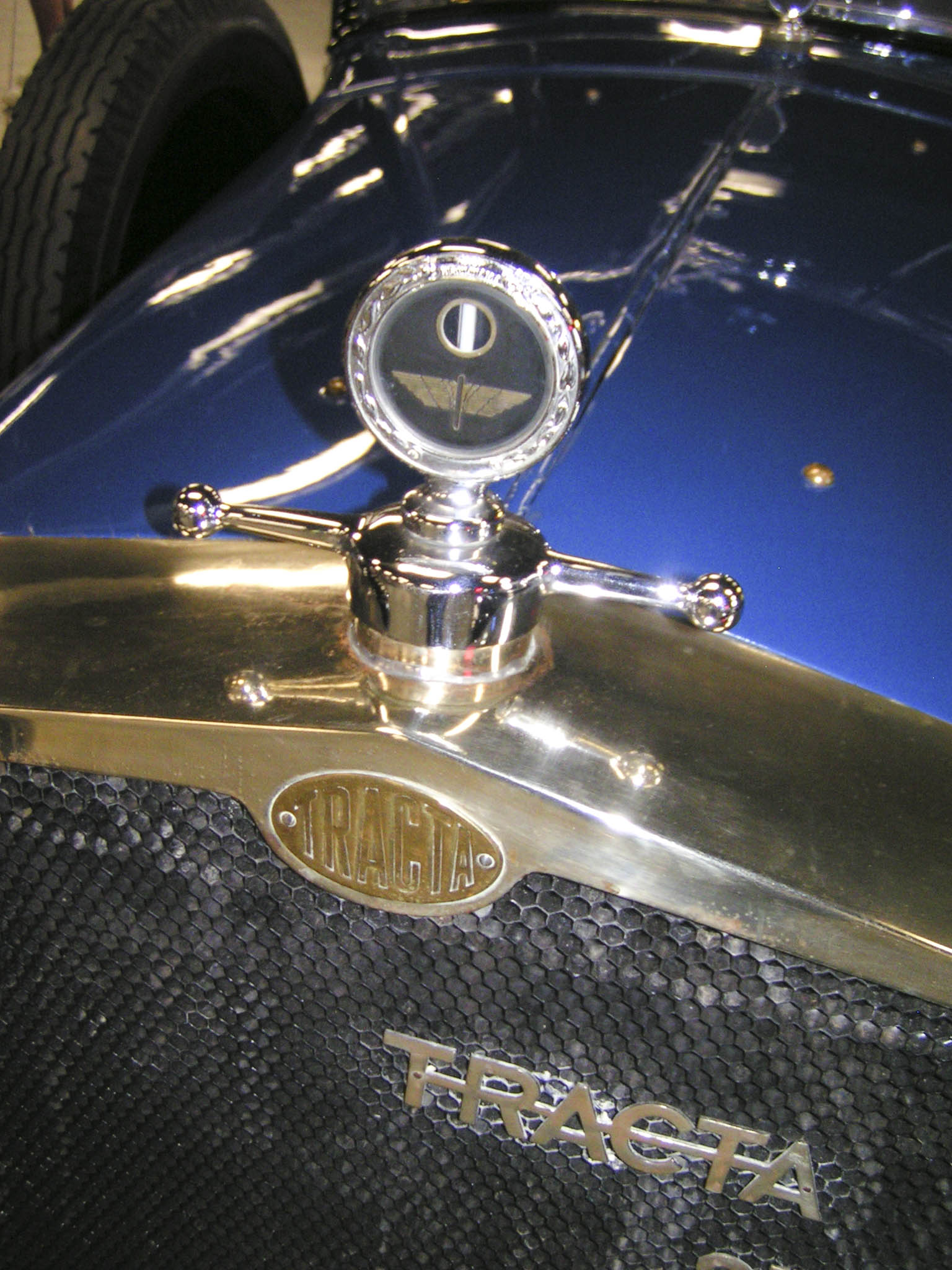
Маскот Tracta Е

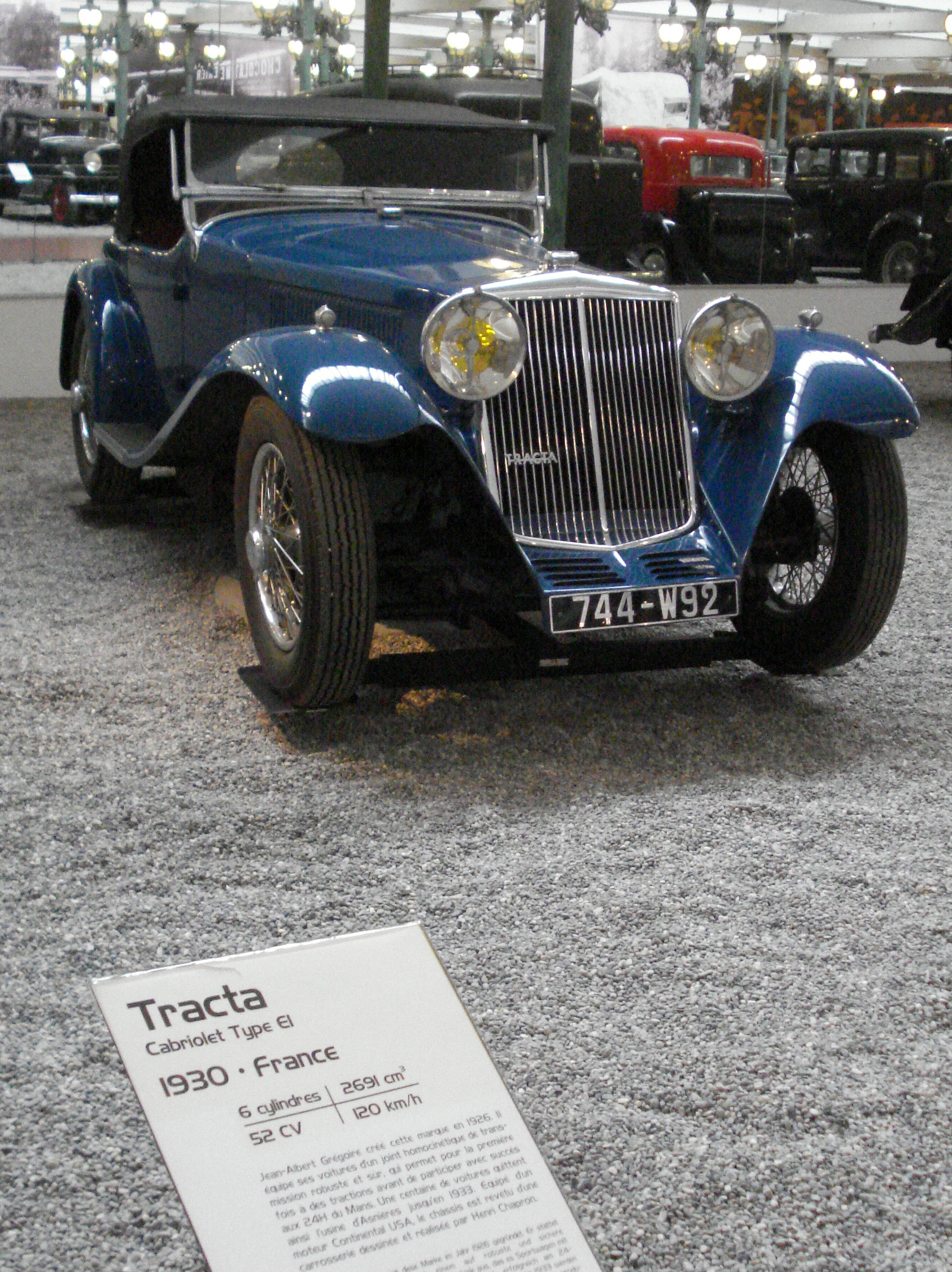
Tracta E5 Sport Roadster

У 1930 році фірма починає випускати 6-циліндрові автомобілі моделі Е. Він оснащувався 2,7 л мотором фірми Continental і розвивав потужність в 58 сил, що дозволяло розганятися до 120 км/год.
Всього було випущено близько 50 автомобілів цієї моделі, з них до наших днів дійшло всього 2 авто, до речі, стільки ж збереглося і авто моделі А.

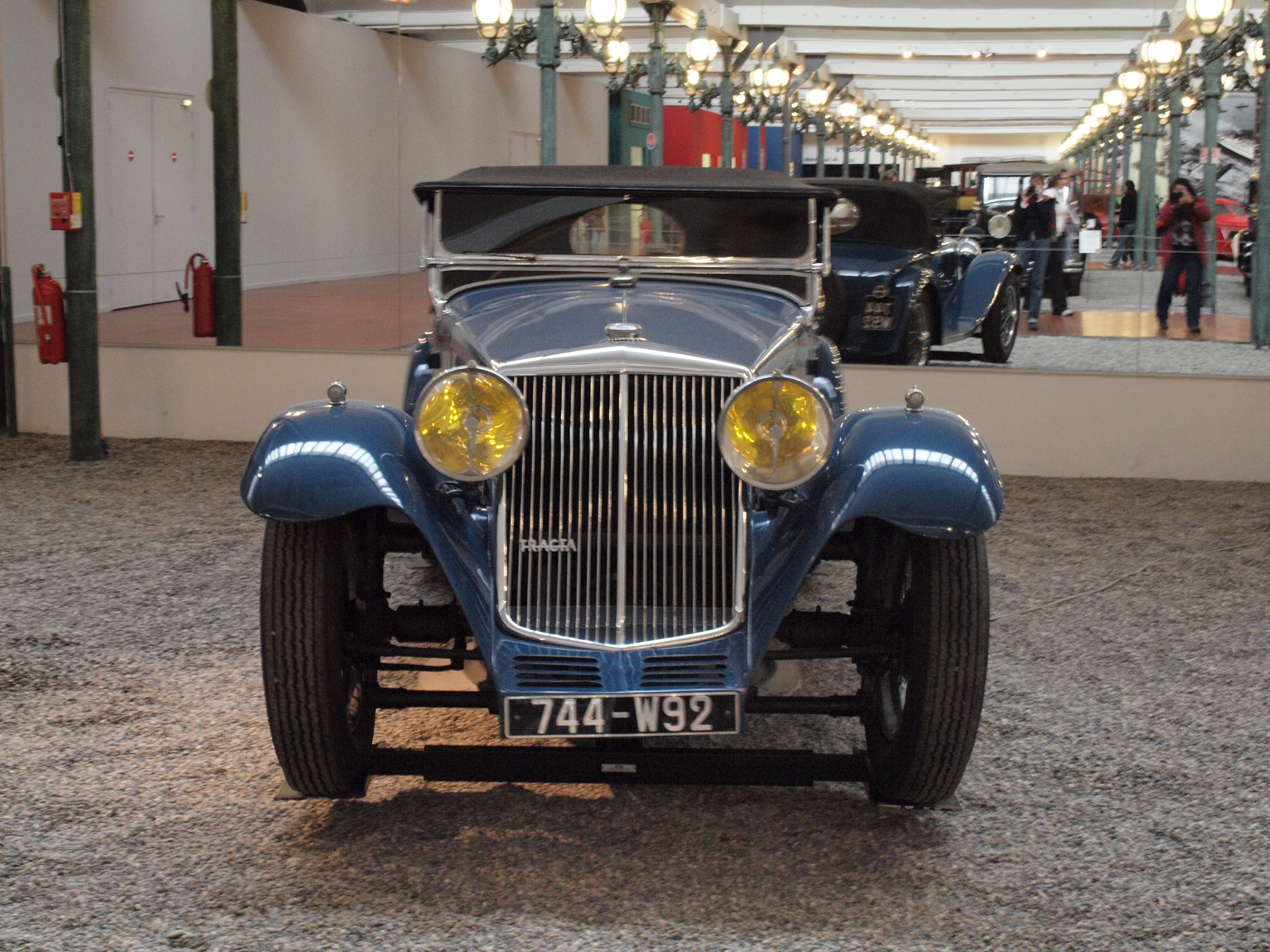
Tracta E5 Sport Roadster

У 1932 році з'являється 3,3 л модель D2 з мотором фірми Hotchkiss.
Ця модель виявилася наймасовішою, її випустили в кількості 110 екземплярів.

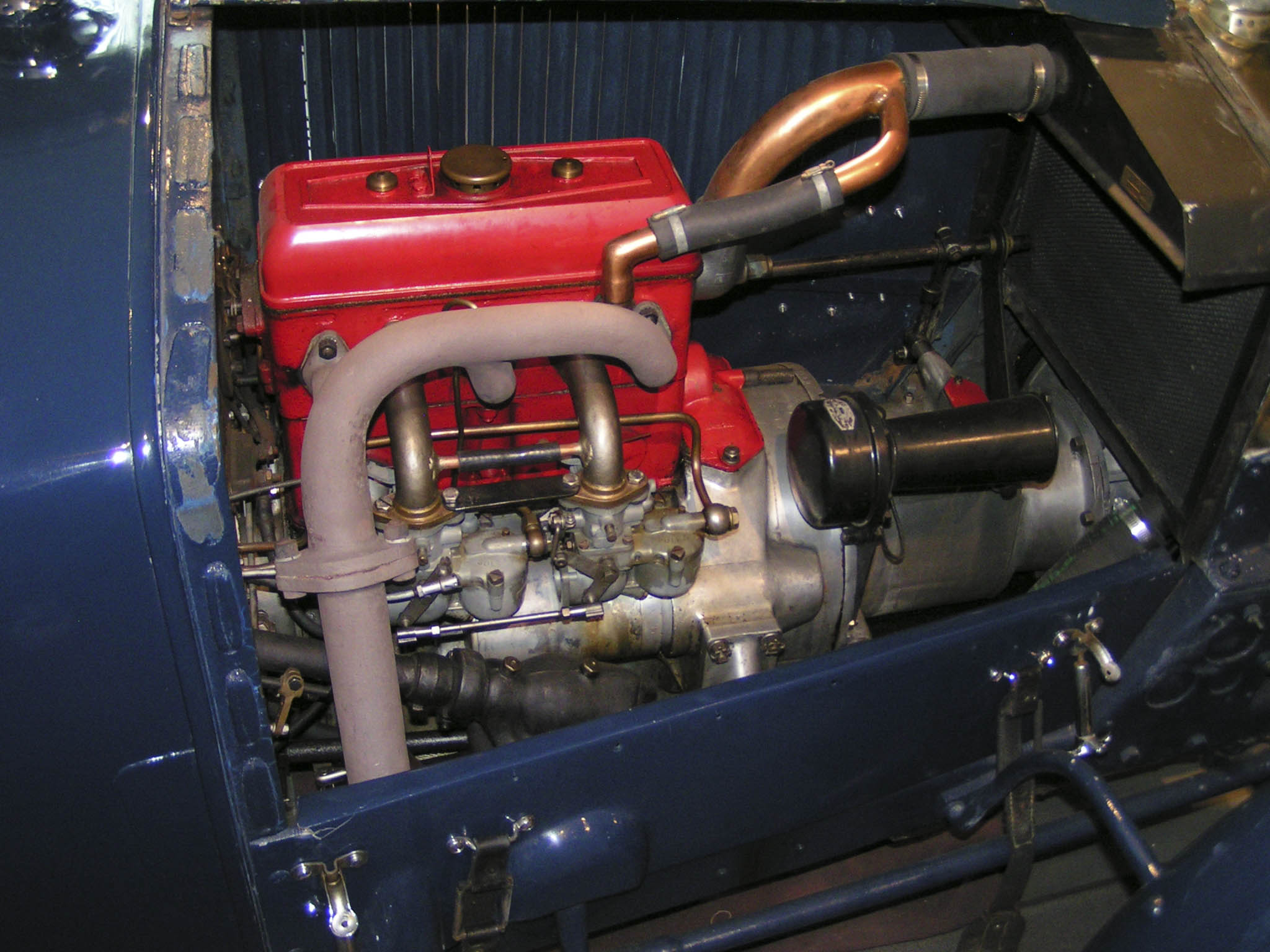
Двигун Tracta A

У 1933 році з'явилася остання модель марки — F, яка також оснащувалася 6-циліндровим мотором «Готчкісс».

## Припинення виробництва автомобілів. Закриття компанії
У 1934 році фірма, випустивши до цього часу приблизно всього 200 автомобілів, закривається, оскільки, не дивлячись на передову конструкцію, машина не має попиту в консервативної публіки.
Грегуар допомагає іншим фірмам налагодити конструкції переднього приводу, однією з цих фірм була і компанія «Сітроен», проте Грегуар посварився з Лефевром, який не хотів підкорятися Грегуару, і Жан-Альбер після цього інциденту відмовився від співпраці і навіть від гонорару. До 1937 року він підготував передньопривідний автомобіль «Амількар». Після війни спроектував Panhard Dyna, Hotchkiss-Greguar, навіть випускав під своєю ім'ям Greguar автомобілі з кузовом «Шапрона» (10 примірників), потім брав участь ще в різних проектах, в тому числі в Австралії, а вже коли йому було за 80, він будував електричні транспортні засоби. А пішов він з життя в 1992 році.

## Список автомобілів Tracta
- 1926 — Tracta Gephi
- 1928 — Tracta A
- 1929 — Tracta B
  - Tracta D
- 1930 — Tracta E
- 1932 — Tracta D2
- 1933 — Tracta F